# Група підтримки спецпризначенців
Група підтримки спецпризначенців (англ. Special Forces Support Group, SFSG) — підрозділ британських збройних сил, наймолодший у структурі сил спеціальних операцій Великої Британії. Офіційно сформований 3 квітня 2006 року для надання під час операцій спеціалізованої піхотної та іншої підтримки Спеціальній повітряній службі, Полку спеціальної розвідки та Спеціальній човновій службі. Головний компонент цього спільного для всіх трьох видів ЗС підрозділу — 1-й батальйон парашутного полку (1 PARA), підсилений групою Королівської морської піхоти чисельністю з роту. Спеціалізований персонал полку наземної оборони авіаційних споруд теж належить до особового складу Групи підтримки спецпризначенців. Для виконання своєї місії, група може забезпечувати додаткову вогневу міць із землі чи повітря.
Підрозділ виступає також у ролі пошукової групи під час проходження школи виживання у процесі добору і вишколу британських спецпризначенців; крім того, він має і ротаційну групу, навчену боротьби з тероризмом, щоб підтримувати за потреби ескадрильї SAS або ескадри SBS у рамках антитерористичної ротації.

## Історія

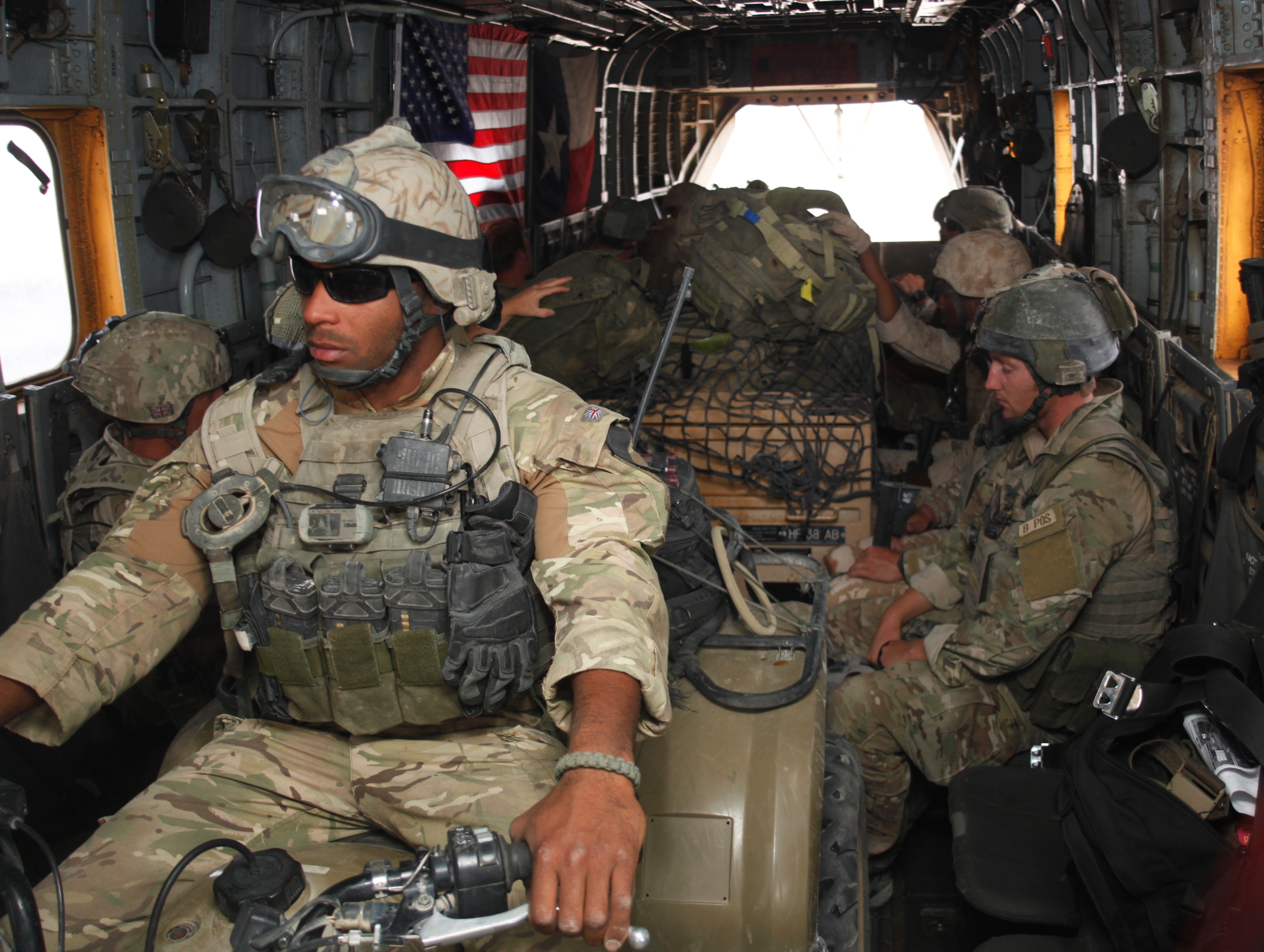
Військовослужбовці SFSG у вертольоті CH-53D Sea Stallion під час спільної місії з морською піхотою США у провінції Гільменд (Афганістан) 27 квітня 2011

Протягом війни в Іраку підрозділ входив до оперативно-тактичної групи Black/Knight, яка складалася з ротаційної британської роти стройовиків SAS і взводу десантників із SFSG (відомих і як спецзагін Maroon). Під час інциденту у в'язниці в Басрі взвод SFSG супроводжував військовослужбовців SAS до Басри, щоб допомогти вивільнити двох затриманих оперативників SAS. Десантники з SFSG підтримували операції SAS навколо Багдада, зазвичай оточуючи райони, де SAS виконувала свої завдання. Наприкінці 2005 — на початку 2006 року SFSG брала участь в операції Lightwater. Взвод SFSG в Іраку підтримував SAS під час операції Larchwood 4, вбивши одного терориста, коли той вибіг з атакованої будівлі та сховався під машиною. Бійці SFSG і SAS часто носили армійський бойовий однострій (ACU)  або пустельний бойовий однострій (DCU) армії США, зливаючись з американськими підрозділами JSOC.
2006 року в Афганістан було відряджено роту SFSG для підтримки SBS і SRR в рамках операції Kindle — розгортання в Афганістані UKSF (відомих як «спецзагін 42»). 9 вересня 2009 Спеціальна човнова служба за підтримки SFSG провела місію з порятунку журналіста Стівена Фаррелла, схопленого і утримуваного на конспіративній квартирі талібів у районі Чар-Дара, що в провінції Кундуз. Команду UKSF доправили до цілі вертольотами 160-го авіаполку спецоперацій армії США, SBS атакувала конспіративну квартиру, тоді як SFSG огородила місцевість кордоном. Фаррелла було врятовано, а декількох талібів було вбито, проте загинув і один боєць SFSG, а також афганський перекладач Фаррелла та двоє цивільних. У проміжку з 18 по 29 грудня 2009 року рота SFSG була наставником двох патрулів з афганського спецзагону (ATF) 444 — афганської групи спецпризначення провінції Гільменд під час операції «Тор Шпа'х» (англ. Operation Tor Shpa'h).

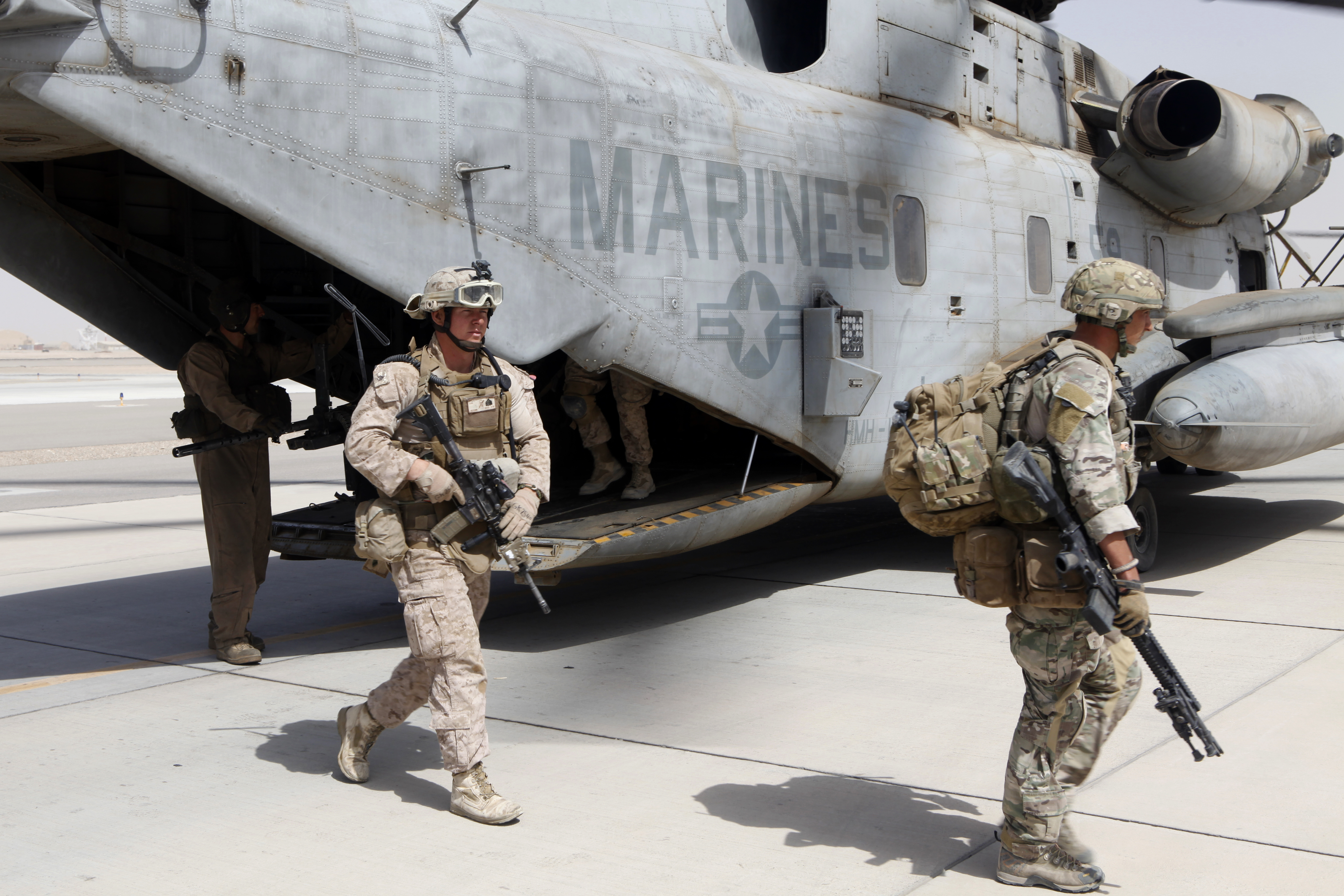
Боєць SFSG і морський піхотинець США висаджуються з CH-53 Sea Stallion після спільної операції в провінції Гільменд 31 серпня 2013 р.

Відомо, що SFSG проводила операції у провінції Гільменд спільно з Корпусом морської піхоти Сполучених Штатів. Вони також часто проводять односторонні рейди (подібно до рейнджерів армії США), але зазвичай виступають у ролі як блокувальних сил, так і сил швидкого реагування для підрозділів «1-го ярусу». У серпні 2013 року The Daily Telegraph повідомила, що SFSG працювала рука об руку з елітним підрозділом афганських командос, відомим як Спецзагін 444, по всій провінції Гільменд. Рота «А» цього підрозділу прибула в Афганістан у січні на шестимісячний строк у рамках ротації та продовжувала невпинні рейди проти Талібану. Джерела в міністерстві оборони підтвердили, що SFSG і афганські ударні загони провели у травні серію рейдів проти підозрюваних у виготовленні бомб для талібів після того, як наприкінці квітня від вибуху придорожньої бомби загинуло троє британських вояків; після цього рейди тривали по два-три рази на тиждень. Також підрозділ атакував лінії постачання повстанців у пустелі поблизу кордону з Пакистаном і бази Талібану в центрі провінції. 2014 року після офіційного закінчення наступальних операцій британських військ SFSG ще місяцями зберігала високий рівень оперативних заходів.
На початку лютого 2022 загін представників Групи підтримки спецпризначенців та підрозділів SAS, SBS і Спеціального розвідувального полку чисельністю понад 100 бійців прибув до України з метою передачі досвіду військовослужбовцям ЗСУ. Вони навчають українців тактики боротьби з бойовиками, снайперської стрільби та протидії диверсіям.

## Додаткова література
- Ryan, Chris (2009). Fight to Win: Deadly Skills of the Elite Forces. London: Century. ISBN 978-1-84605-666-6. OCLC 390809569. Архів оригіналу за 8 березня 2021. Процитовано 10 лютого 2022.